# Nupserha apicalis
Nupserha apicalis är en skalbaggsart som först beskrevs av Olof Immanuel von Fåhraeus 1872.  Nupserha apicalis ingår i släktet Nupserha och familjen långhorningar. Inga underarter finns listade i Catalogue of Life.